# 高知エコデザイン協議会
高知エコデザイン協議会 (こうちえこでざいんきょうぎかい、英語: Kochi Eco Design Council、略称: KEDC) は、「高知県の産業界、学界、行政、県民が協力・連携し、高知県において、エコデザイン(製品やサービスの提供、生産プロセスの設計、街づくりなどにおいて、環境的配慮を取り入れること)の取組を推進することにより、産業の活性化や県民生活の向上など高知県の活性化に寄与し持続可能な社会経済システムの構築を念頭においた一人ひとりの生活、企業や地域のあり方の変革を実現する。」ことを目的として設立された任意団体。
正式には「高知エコデザイン協議会」と称すが、本項では通称である「高知エコ協」で記述する。

## 事業の概要
- 高知県におけるエコデザインの普及・啓発に関すること。
  - 高知エコ産業大賞の公募、選定、授与(年1回)
- 高知県におけるエコデザインの取組の発信に関すること。
  - 講演会、パンフレット、Webなどでの紹介
- 高知県におけるエコデザインの調査・研究に関すること。
  - プロジェクト委員会ごとの調査・開発推進。
- 高知県におけるエコデザインの情報交換に関すること。
  - 高知エコデザイン地方議員連盟協議会[5]との合同講演会など
- その他、高知県におけるエコデザインの推進に関すること。

## 略歴
- 2000年9月18日 - 「高知エコデザイン協議会」として設立。
- 2000年9月18日 - 高知エコデザイン宣言[6]。
- 2001年2月22日〜24日 - 「高知新産業メッセ2001」を開催。
- 2002年2月22日〜24日 - 「環境メッセ・エコプロダクツ高知2002」を開催。
- 2002年2月22日 - 「第1回 高知エコ産業大賞」を公募、選定、授与。
- 2001年2月23〜25日 - 「高知新産業メッセ2001」を開催。
- 2005年2月18〜20日 - 「エコプロダクツ2005(東京)」出展。
- 2005年11月11日 - 環境シンポジウムを開催。
- 2005年12月15〜17日、「環境メッセ・エコプロダクツ高知2005」を開催。
- 2006年2月24日 - 第5回 高知エコ産業大賞 表彰発表会。
- 2006年3月26日 - MP講習会と展示会。
- 2007年2月23日 - 第6回 高知エコ産業大賞 表彰発表会。
- 2007年8月26日 - エコロンマーク発表会。
- 2011年3月21日 - 第11回 高知エコ産業大賞 表彰発表会。
- 2013年2月14日 - 第12回 高知エコ産業大賞 表彰発表会。

## 参考資料
- KOCHI 2002 ECO、高知エコデザイン協議会、2002年2月22日
- エコプロダクツ高知2005「出品者ガイドブック」、2005年
- e-Kochi グリーンページ（環境関連企業・製品ガイドブック）、2005年